# 민꼬리과일박쥐
민꼬리과일박쥐(Megaerops ecaudatus)는 큰박쥐과에 속하는 박쥐의 일종이다.

## 분포
사바주 포링의 저지대 일차림과 태국의 탈레반, 사라왁의 바리오 고지대와 발루이 이차림에서 발견된다. 태국과 베트남, 말레이반도, 수마트라, 사바주의 키나발루, 다눔, 타아우, 테놈, 브루나이의 템부롱 구와 메림분 호수, 사라왁의 바리오 지역부터 칼리만탄의 카푸아 강과 쿠타이까지의 일차림과 개활지 서식지에서 발견된다.

## 생태
2마리의 수컷과 2마리의 암컷이 다양한 서식지에서 포획되었다. 1996년 4월 암컷 성체가, 1996년 4월 수컷 성체 한 마리가 각각 수집되었다. 1994년 6월 발루이 이차림에서 암컷 아성체 한 마리가 발견되었고, 1997년 3월 28일 탈레반 일차림에서 새끼 한 마리가 수집되었다. 카메룬 고지, 말레이시아 반도에서 2월에 임신한 암컷이 발견되었고, 임신 기간이 3월과 6월까지 넘어가기도 한다.
11월에 젖먹이와 함께 있는 암컷이 관찰되기도 했다. 표본 MTA96004는 해발 30m 높이의 나무 속 둥지에서 수집했다. 표본 BD013는 바리오 고지에서 했다. 1977년 레카굴(Lekagul)과 맥닐리( McNeely)의 연구에 의하면 태국에서 저지대와 해발 3000m 높이의 산지에서도 기록되기도 했다.